# Goryphus sringeriensis
Goryphus sringeriensis är en stekelart som beskrevs av Sudheer och T.C. Narendran 2005. Goryphus sringeriensis ingår i släktet Goryphus och familjen brokparasitsteklar. Inga underarter finns listade i Catalogue of Life.